# Panamá nos Jogos Pan-Americanos de 2023
O Panamá competiu nos Jogos Pan-Americanos de 2023 em Santiago, no Chile, de 20 de outubro a 5 de novembro de 2023. Foi a 19.ª aparição do país nos Jogos Pan-Americanos, tendo participado de todas as edições desde a estreia dos Jogos, em 1951.

## Competidores
Abaixo está a lista do número de competidores (por gênero) participando dos jogos por esporte/disciplina.
| Esporte              | Masculino | Feminino | Total |
| -------------------- | --------- | -------- | ----- |
| Beisebol             | 24        | 0        | 24    |
| Boxe                 | 0         | 1        | 1     |
| Caratê               | 1         | 0        | 1     |
| Ciclismo             | 1         | 0        | 1     |
| Esgrima              | 0         | 1        | 1     |
| Ginástica            | 1         | 5        | 6     |
| Levantamento de peso | 1         | 1        | 2     |
| Lutas                | 1         | 2        | 3     |
| Surfe                | 3         | 1        | 4     |
| Taekwondo            | 0         | 1        | 1     |
| Tiro esportivo       | 4         | 0        | 4     |
| Total                | 36        | 12       | 48    |

## Beisebol
O Panamá qualificou uma equipe de 24 atletas após vencer o Torneio de Qualificação para os Jogos Pan-Americanos de 2023 em Buenos Aires, Argentina.
Sumário
| Equipe           | Evento            | Fase preliminar      | Fase preliminar      | Fase preliminar      | Fase preliminar | Semifinal            | Final / MB / Po.     | Final / MB / Po. |
| Equipe           | Evento            | Adversário Resultado | Adversário Resultado | Adversário Resultado | Posição         | Adversário Resultado | Adversário Resultado | Posição          |
| ---------------- | ----------------- | -------------------- | -------------------- | -------------------- | --------------- | -------------------- | -------------------- | ---------------- |
| Panamá masculino | Torneio masculino |                      |                      |                      |                 |                      |                      |                  |

## Boxe
O Panamá qualificou uma boxeadora após atingir a final dos Jogos Pan-Americanos de 2022.
Feminino
| Atleta        | Evento | Quartas-de-final     | Semifinal            | Final                | Final   |
| Atleta        | Evento | Adversário Resultado | Adversário Resultado | Adversário Resultado | Posição |
| ------------- | ------ | -------------------- | -------------------- | -------------------- | ------- |
| Atheyna Bylon | –75 kg |                      |                      |                      |         |

## Caratê
O Panamá qualificou um carateca no Campeonato Pan-Americano de 2023.
Kumite
| Atleta | Evento           | Fase de grupos       | Fase de grupos       | Fase de grupos       | Fase de grupos | Semifinal            | Final                | Final   |
| Atleta | Evento           | Adversário Resultado | Adversário Resultado | Adversário Resultado | Posição        | Adversário Resultado | Adversário Resultado | Posição |
| ------ | ---------------- | -------------------- | -------------------- | -------------------- | -------------- | -------------------- | -------------------- | ------- |
|        | −67 kg masculino |                      |                      |                      |                |                      |                      |         |

## Ciclismo
O Panamá qualificou um ciclista masculino. 

### Estrada
| Atleta | Evento                             | Tempo | Posição |
| ------ | ---------------------------------- | ----- | ------- |
|        | Estrada contra o relógio masculino |       |         |

## Esgrima
O Panamá qualificou uma esgrimista através do Campeonato Pan-Americano de Esgrima de 2022 em Assunção, Paraguai.
Individual
Feminino
| Atleta        | Evento | Fase de grupos | Fase de grupos | Oitavas-de-final     | Quartas-de-final     | Semifinais           | Final                | Final     |
| Atleta        | Evento | Vitórias       | Chaveamento    | Adversário Resultado | Adversário Resultado | Adversário Resultado | Adversário Resultado | Pontuação |
| ------------- | ------ | -------------- | -------------- | -------------------- | -------------------- | -------------------- | -------------------- | --------- |
| Eileen Grench | Sabre  |                |                |                      |                      |                      |                      |           |

## Ginástica

### Artística
O Panamá qualificou seis ginastas (um homem e cinco mulheres) através do Campeonato Pan-Americano de 2023.
Masculino
| Atleta | Evento           | Qualificação | Qualificação | Qualificação | Qualificação | Qualificação | Qualificação | Total | Posição |
| Atleta | Evento           | S            | CA           | A            | Sa           | BP           | BF           | Total | Posição |
| ------ | ---------------- | ------------ | ------------ | ------------ | ------------ | ------------ | ------------ | ----- | ------- |
|        | Individual geral |              |              |              |              |              |              |       |         |

Legenda de classificação: Q = Qualificado para a final por aparelhos
Feminino
Classificação individual e por equipes
| Atleta | Evento | Final    | Final    | Final    | Final    | Final | Final   |
| Atleta | Evento | Aparelho | Aparelho | Aparelho | Aparelho | Total | Posição |
| Atleta | Evento | Sa       | BA       | TE       | S        | Total | Posição |
| ------ | ------ | -------- | -------- | -------- | -------- | ----- | ------- |
|        | Equipe |          |          |          |          |       |         |
|        |        |          |          |          |          |       |         |
|        |        |          |          |          |          |       |         |
|        |        |          |          |          |          |       |         |
|        |        |          |          |          |          |       |         |
| Total  |        |          |          |          |          |       |         |

Legenda de classificação: Q = Classificado para a final por aparelhos

## Levantamento de peso
O Panamá qualificou dois halterofilistas (um homem e uma mulher).
| Atleta | Evento | Arranco   | Arranco | Arremesso | Arremesso | Total | Posição |
| Atleta | Evento | Resultado | Posição | Resultado | Posição   | Total | Posição |
| ------ | ------ | --------- | ------- | --------- | --------- | ----- | ------- |
|        |        |           |         |           |           |       |         |
|        |        |           |         |           |           |       |         |

## Lutas
O Panamá qualificou uma equipe de 3 lutadores (1 homem e 2 mulheres) através do Campeonato Pan-Americano de Lutas de 2022 e do Campeonato Pan-Americano de Lutas de 2023.
Chave:
- VT – Vitória por queda
- PP – Decisão por pontos – derrotado com pontos técnicos.
- PO – Decisão por pontos – derrotado sem pontos técnicos.
- SP – Superioridade técnica – o derrotado com pontos técnicos e uma margem de vitória de pelo menos 9 (Greco-romana) ou 10 (livre) pontos.
- ST – Grande superioridade – o derrotado sem pontos técnicos e uma margem de vitória de pelo menos 8 (Greco-romana) ou 10 (livre) pontos.
- VA – Decisão por desistência

Masculino
| Atleta | Evento             | Quartas-de-final     | Semifinal            | Final / MB           | Final / MB |
| Atleta | Evento             | Adversário Resultado | Adversário Resultado | Adversário Resultado | Posição    |
| ------ | ------------------ | -------------------- | -------------------- | -------------------- | ---------- |
|        | Greco-romana 97 kg |                      |                      |                      |            |

Feminino
| Atleta | Evento | Quartas-de-final     | Semifinal            | Final / MB           | Final / MB |
| Atleta | Evento | Adversário Resultado | Adversário Resultado | Adversário Resultado | Posição    |
| ------ | ------ | -------------------- | -------------------- | -------------------- | ---------- |
|        | 50 kg  |                      |                      |                      |            |
|        | 53 kg  |                      |                      |                      |            |

## Surfe
O Panamá qualificou quatro surfistas (três homens e uma mulher).
Artístico
| Atleta | Evento               | Rodada 1             | Rodada 2             | Rodada 3             | Rodada 4             | Repescagem 1         | Repescagem 2         | Repescagem 3         | Repescagem 4         | Repescagem 5         | Final / MB           | Final / MB |
| Atleta | Evento               | Adversário Resultado | Adversário Resultado | Adversário Resultado | Adversário Resultado | Adversário Resultado | Adversário Resultado | Adversário Resultado | Adversário Resultado | Adversário Resultado | Adversário Resultado | Posição    |
| ------ | -------------------- | -------------------- | -------------------- | -------------------- | -------------------- | -------------------- | -------------------- | -------------------- | -------------------- | -------------------- | -------------------- | ---------- |
|        | Shortboard masculino |                      |                      |                      |                      |                      |                      |                      |                      |                      |                      |            |
|        |                      |                      |                      |                      |                      |                      |                      |                      |                      |                      |                      |            |

Corrida
| Atleta | Evento                     | Tempo | Posição |
| ------ | -------------------------- | ----- | ------- |
|        | Stand up corrida masculino |       |         |
|        | Stand up corrida feminino  |       |         |

## Taekwondo
O Panamá qualificou uma atleta feminina durante o Torneio Classificatório para os Jogos Pan-Americanos.
Kyorugi
Feminino
| Atleta | Evento | Oitavas-de-final     | Quartas-de-final     | Semifinais           | Repescagem           | Final / MB           | Final / MB |
| Atleta | Evento | Adversário Resultado | Adversário Resultado | Adversário Resultado | Adversário Resultado | Adversário Resultado | Posição    |
| ------ | ------ | -------------------- | -------------------- | -------------------- | -------------------- | -------------------- | ---------- |
|        | –57 kg |                      |                      |                      |                      |                      |            |

## Tiro esportivo
O Panamá qualificou um total de quatro atiradores esportivos no Campeonato das Américas de Tiro de 2022.
Masculino
Espingarda
| Atleta | Evento         | Classificação | Classificação | Semifinal | Semifinal | Final / MB           | Final / MB |
| Atleta | Evento         | Pontos        | Posição       | Pontos    | Posição   | Adversário Resultado | Posição    |
| ------ | -------------- | ------------- | ------------- | --------- | --------- | -------------------- | ---------- |
|        | Fossa olímpica |               |               |           |           |                      |            |
|        |                |               |               |           |           |                      |            |
|        | Skeet          |               |               |           |           |                      |            |
|        |                |               |               |           |           |                      |            |